# Luis Mena Vado
Luis Mena Vado (c. 1865, Nandaime - 20 de mayo de 1928, Paso de Panaloya) fue un militar y político nicaragüense que ejerció interinamente como presidente de Nicaragua entre el 27 y el 30 de agosto de 1910, durante el turbulento período posterior a la caída del gobierno del general José Santos Zelaya en 1909.
En 1912, actuó como jefe supremo del Gobierno durante la rebelión promovida contra el gobierno de Adolfo Díaz Recinos.

## Orígenes
Su padre fue alcalde de Nandaime. El historiador Carlos Cuadra Pasos escribió de él:
"Tuvo una niñez rústica en Nandaime. Apenas pasó los cursos de primaria."
Fue uno de los pioneros del cultivo de banano en El Rama y en 1894 participó en la Reincorporación de La Mosquitia.
Se casó con Margarita Montiel Vega, hija del general Eduardo Montiel, con quien procreó tres hijos.

## Su figura
El general Luis Mena fue una figura prominente dentro de las filas del partido conservador y uno de los héroes militares de la llamada Revolución de la Costa Atlántica entre octubre de 1909 y agosto de 1910, durante la rebelión libero-conservadora contra José Santos Zelaya, actuando como General en Jefe de los Ejércitos Revolucionarios. Por su arrojo en combate, se le llamó "Tigre de la Montaña".
En los Convenios que se habían hecho sobre la sucesión presidencial, era el preferido por sobre el liberal Juan José Estrada Morales y sus correligionarios conservadores el sagaz Adolfo Díaz Recinos y el general Emiliano Chamorro.
El 7 de octubre de 1911, una nueva Asamblea Constituyente fue elegida y sus resultados confirman el control político de Mena sobre el acontecer nacional. En enero de 1912, la Asamblea Constituyente toma posición y elige al general Luis Mena como Presidente de La República para el período de enero de 1913 a 1917, lo cual no llegaría a efectuarse. Sus enemigos conservadores se referían a él como "Dictador Verde".

## Guerra civil de 1912
El 29 de julio de 1912, el presidente Díaz suspendió el poder del general Mena, nombrando jefe del Ejército al general Emiliano Chamorro. El general Mena se levantó en armas y la guerra civil estalló ese mismo día, pues Mena, siendo ministro de la Guerra, se rebeló contra el presidente Adolfo Díaz Recinos en alianza con el general Benjamín Zeledón, creyendo que tenía el apoyo del jefe de la Legación de Estados Unidos, George T. Weitzel. Lo que el general Mena no sabía, es que Weitzel vendió su apoyo al presidente Adolfo Díaz a cambio de dinero: "El Ministro George T. Weitzel decidió apoyar al Presidente Díaz después de haber recibido US$200,000.00 dólares como pago por sus servicios profesionales."
Mena se decidió a organizar su ejército en Granada y al efecto se trasladó a esa ciudad. El Convento de San Francisco fue ocupado por tropas rebeldes y convertido en un cuartel militar mandado por el coronel Daniel Mena Montiel, hijo del general Mena, y fue el centro de la resistencia durante esta corta pero cruel guerra civil, conocida como la «guerra de Mena».
Los liberales no tardaron en incorporarse a su ejército. Los liberales visualizaron que el fraccionamiento de los conservadores les podía permitir un resurgimiento político y que, dentro de la coyuntura que se presentaba, la fracción de Mena representaba una tendencia menos derechista y más nacionalista, a la que, correctamente, apoyaron.
De Granada partieron hacia Masaya, que fue tomada sin resistencia. Un destacamento del ejército conservador-liberal fue enviado a operar sobre Tipitapa, donde sostuvo un combate con las fuerzas del gobierno de Díaz, y del cual salió victorioso. A continuación se dispuso a marchar sobre Managua. Mena pensaba que la situación podía definirse rápidamente, que una victoria en la capital le daría el triunfo total. 
Entre tanto, el general liberal Benjamín Zeledón, figuraba como comandante en jefe del ejército libero-conservador.
El ejército que marchó sobre Managua se componía de unos mil doscientos hombres. La acometida se inició el 5 de agosto con un feroz y prolongado bombardeo sobre la capital. El general Emiliano Chamorro estaba a cargo de la defensa de la ciudad. El ataque, riguroso y metódico, duró tres días consecutivos y produjo grandes estragos. Sin embargo, la línea de fuego permaneció inmóvil, los atacantes no pudieron avanzar y al cuarto día se retiraron. Zeledón, con sus tropas desgastadas y cansadas, regresó a Masaya y acto seguido se abocó a su reorganización, poniéndolas nuevamente en pie de lucha. 
La resistencia y la defensa encarnizada de la ciudad de Managua provocó un desbande entre los conservadores que estaban bajo las órdenes de Zeledón, ya que ellos pensaban que la contienda militar se terminaría rápidamente y sin mayores dificultades. Así la guerra quedó planteada entre conservadores seguidores de Díaz y Chamorro, y liberales que encabezaba el general Zeledón.

### Destierro y prisión
Mena fue derrotado y la intervención militar estadounidense lo desterró como prisionero, junto con su hijo Daniel, desde el 26 de septiembre de 1912 hasta mediados de 1913 en la Zona del Canal de Panamá.
A partir de este hecho, los Montiel Vega, descendientes del general Eduardo Montiel y cuñados de Mena Vado, lastimados en su dignidad familiar, desde entonces militaron en el bando liberal contrario a los Chamorro.